# 加納嘉徳
加納 嘉徳（かのう よしのり、1928年4月14日 - 1999年5月21日）は、日本の囲碁棋士。京都府出身、日本棋院所属、鈴木秀子五段門下、九段。日大国文科卒。本因坊戦リーグ4期など。大平修三、加田克司とともに、戦後新三羽烏と呼ばれた。日本棋院副理事長、幹事を歴任。

## 経歴
9歳の時に上京して、鈴木秀子に入門。1943年（昭和18年）入段。1948年（昭和23年）青年棋士選手権戦優勝。1952年（昭和27年）五段。1958年（昭和33年）本因坊戦リーグ入り（以後1964年（昭和39年）、1969年（昭和44年）、1970年（昭和45年）にリーグ入り）。1961年（昭和36年）第5期首相杯争奪戦優勝。1964年（昭和39年）八段。1968年（昭和43年）九段。1969年（昭和44年）第25期本因坊戦リーグでは、高川格、藤沢秀行らを破り、5勝2敗の同率2位となる。1975年（昭和50年）、榊原章二とともにオーストリア、ソ連へ囲碁指導。全国高校囲碁選手権大会の創設、発展に尽力し、1979年（昭和54年）には高校訪中団団長を務めた。
門下に尹奇鉉、王立誠。
- 大手合 第一部優勝 1955、64年、第二部優勝 1952年

## 著書
- 『現代囲碁大系〈第29巻〉曲励起・加納嘉徳・榊原章二・加田克司』講談社 1981年
- 『新編 ヨセ辞典』誠文堂新光社 1985年
- 『ひとくち上達法-詳解!即効格言60題 (MYCOM囲碁文庫シリーズ) 』毎日コミュニケーションズ 2006年